# Odense Friluftsbad
Odense Friluftsbad er et udendørs svømmebad i Bolbro ved siden af Tusindårsskoven i det vestlige Odense, der blev indviet 18. juni 1933 og har åbent fra maj til august. Det har tre bassiner, inklusiv et soppebassin. Desuden er der en vandrutsjebane, en boldbane, en beachvolleybane, en forhindringsbane

## Historie
Baggrunden for byggeriet af friluftsbadet var, at der siden 1800-tallet havde ligget adskillige badeanstalter langs Odense Å, som blev benyttet af såvel militæret, af skoler som af den almindelige befolkning. I 1913 var åen imidlertid blevet så forurenet, at der blev nedlagt et forbud mod at bade i åen. Alternativt kunne man bade i Stavis Å, der lige havde fået badeanstalt nogle år forinden, men der var der næsten ligeså forurenet.
I 1930 begyndte byens socialdemokrater at overveje etableringen af et friluftsbad, men de konservative foretrak af økonomiske hensyn at ombygge og udvide badeanstalten ved Stavis Å. Efter flere sygdomstilfælde blev den imidlertid lukket af stadslægen, hvorefter de konservatives modstand ophørte. Flere placeringsmuligheder blev overvejet, omend der var enighed om, at en placering ved såvel Odense Å og Stavis Å var udelukket. Det endte med, at de placerede det på en grund ved Sanderum Tørvehave, der var blevet brugt af Odense Vandværk. Friluftsbadet gennemgik efterfølgende en modernisering mellem 1947 og 1950.